# Dizel-motor
Dizel-motor je 1893. konstruisao nemački inženjer Rudolf Dizel.. U odnosu na benzinski Otto motor ima neke konstruktivne i principijelne razlike: nema karburator ni uređaj za paljenje već pumpu visokog pritiska za ubrizgavanje goriva. 
Od svih motora sa unutrašnjim sagorevanjem, dizel motor ima najveći stepen korisnosti (oko 0,4). To praktično znači da se 40% toplote oslobođene sagorevanjem pretvori u mehanički rad.  Dizel motori malih brzina (kao što su brodski motori ili motori kod kojih je sveukupna masa mašine manje važna) mogu da imaju stepen korisnosti veći i od 50 procenata.

## Princip rada
Prema broju taktova dizel motori se dele na dvotaktne i četvorotaktne. Takt je vreme hoda klipa od jedne do druge mrtve tačke. Rad četvorotaktnog motora se odvija u sledeća četiri takta:
- I takt —usisavanje čistog vazduha
- II takt — sabijanje vazduha i usled sabijanja njegovo zagrevanje pred kraj
- III takt — ekspanzija gasova nastalih sagorevanjem
- IV takt — izduvavanje gasova

Ubrizgavanje goriva se dešava pri kraju drugog takta. Gorivo se raspršuje, zagreva i pali kada dostigne temperaturu samopaljenja.
Sagorevanje goriva se odvija velikom brzinom. Vreme trajanja sagorevanja je u odnosu na vreme trajanja taktova zanemarljivo malo. 
Tokom trećeg (radnog) takta, dobija se rad. 